# Chiesa di Santa Marta (Monza)
Santa Marta è un piccolo oratorio di Monza, in piazza San Paolo.

## Storia
L'edificio è tutto ciò che oggi rimane di due antichi conventi che fungevano da ospedali per i poveri. La chiesa di Santa Marta fu costruita nella seconda metà del XIV secolo ed era adiacente alla chiesa di San Michele. I due conventi erano confinanti, ma con chiostri separati: il convento delle Monache bianche ed il Convento di San Michele fondato nel XIII secolo dagli Umiliati. I due edifici si affacciavano sul "Verziere", ossia il mercato di frutta e verdura della città.
Negli anni venti del Novecento fu deciso l'abbattimento dei due conventi, insieme all'adiacente e antichissima Chiesa di San Michele, per motivi di razionalità urbanistica.